# Culo sucio
Culo sucio es un juego de cartas americano del siglo XIX para dos o más jugadores, probablemente derivado de un antiguo juego de apuestas europeo en el que el perdedor paga las bebidas.

## Instrucciones
En cada ronda un jugador distinto esconde una carta al azar bajo su glúteo (se supone que se encuentra sentado y de ahí el nombre del juego) sin que nadie la vea (ni siquiera él mismo). Luego se reparten 12 cartas, de las cuales cada jugador debe formar parejas de números iguales utilizando las 12 cartas que posee en su mano (por ejemplo: 2 de corazón y 2 de trébol) sin importar la pinta (figura).
Después, cada jugador debe sacar una carta del mazo por turno y con esas cartas seguir formando las parejas. Una vez que se acaban las cartas del pozo, entre los jugadores deben quitarse una carta por turno sin que las vea el oponente (el que está sacando la carta) y así seguir formando parejas. El jugador que se queda sin poder hacer la última pareja (porque esa es la carta que se ha escondido) es el  ano sucio, por lo que recibe en su culo golpes de pierna de parte de sus compañeros, (de quedar cada jugador con una carta, el que quede con la carta electa perderá.)

## En Chile, Uruguay, Paraguay y Argentina
Se quita una carta del trasero y se reserva. Se reparten todas las cartas entre los jugadores en partes iguales. Cada jugador descarta los pares de números y los deja sobre la mesa, no importa si se ven o no. En ronda, cada jugador toma una carta del jugador que tiene a la derecha.  Si consigue un par de número igual, descarta el par y la ronda continua.  El culo con gusanos será aquel que se quede con una carta sin par.

## En Ecuador y Perú
En Ecuador y Perú se considera al As de Picas (llamado As de "Hoja" o "Corazón Negro") como el "ano sucio". Se reparten todas las cartas entre los jugadores en partes iguales. Entonces un jugador que posea el As de Corazón, Trébol o Diamante da comienzo al juego lanzando algunas de esas cartas, en caso de poseer la carta que sigue en el palo puede lanzarla. Cuando no posee la carta que sigue debe pedirle al jugador de su derecha que tome una carta al azar de su mano y cederle el turno a ese jugador el cual debe lanzar la carta que sigue (si la posee) o debe pedirle al jugador de su derecha que tome una carta. Dado que no hay una regla concreta sobre el orden de los palos, cuando se llega al Rey del primer palo jugado se puede empezar el siguiente palo con cualquier As (salvo el de Picas).  Cuando se terminan los palos de Corazón, Diamante y Trébol, se empieza el último palo con el 2 de Picas.El objetivo del juego es quedarse sin cartas y se pierde el juego si el jugador conserva el As de Picas hasta el final. Hay casos en el que en la penúltima jugada si uno tiene la Reina de Picas y al As de Picas puede lanzar la Reina y ofrecer el As al jugador contrario (el cual naturalmente tiene al Rey de Picas), de esta manera el jugador contrario tendrá que tomar al As y así pierde la partida. En esta modalidad se considera trampa esconder cartas, pero cuando se le pide al siguiente jugador que tome una carta se puede sujetar las cartas importantes con los pulgares y dejar las cartas "malas", como el mismo culo sucio, en un punto visible; aunque no es permitido agarrar con fuerza una carta si esta es escogida por el jugador rival.

## En Alemania:Schwarzer Peter
En Alemania, el juego se juega tradicionalmente con una baraja de naipes particulares, compuestas de varios pares y una carta única, el Schwarzer Peter. 
El distribuidor reparte todas las cartas a los jugadores. No hay problema si algunos jugadores tienen más cartas que otros. Los jugadores miran sus cartas y descartan los pares que tengan, poniéndolos boca arriba en la mesa.
El distribuidor ofrece a continuación su mano la persona a su izquierda sin que esa vea el valor de las cartas. Esa persona elige una carta y la añade a su mano. Si la carta elegida hace un par con una de sus cartas, descarta el par. Luego ofrece su mano a la persona a su izquierda y así sucesivamente. Cada jugador puede barajar su mano antes de ofrecerla al jugador de su izquierda.
El objetivo del juego es seguir tomando cartas, descartando pares, hasta que todos los jugadores excepto uno, se quedan sin cartas. El jugador que se queda con la última carta que no tiene pareja ha perdido y se le pinta un punto negro en la nariz, frente o mejilla.
- Datos: Q476996
- Multimedia: Old Maid (game) / Q476996